# Bladość pośmiertna
Bladość pośmiertna, bladość zwłok (łac. pallor mortis) – zanik charakterystycznego zabarwienia powłok istniejącego za życia w wyniku pośmiertnego ustania krążenia, przemieszczania się krwi do najniżej położonych części ciała i spadku napięcia tkankowego.
Podobne zjawisko obserwuje się niekiedy u osób żyjących podczas znacznego spadku ciśnienia krwi (omdlenie, wstrząs urazowy, pokrwotoczny). Pośmiertna bladość jest najsilniej zaznaczona w tych miejscach, które nie są objęte plamami opadowymi, ma odcień szarobiały, „ziemisty”, czasem „woskowy”. Pojawia się często już w okresie agonii.
Bladość zwłok jest jednym z elementów wczesnych zmian pośmiertnych, wykształcających się w ciągu pierwszych 12 godzin od śmierci.